# یک ورق کثیف
یک ورق کثیف (به هندی: Ek Chadar Maili Si) فیلمی محصول سال ۱۹۸۶ و به کارگردانی سوکوانت دادا است. در این فیلم بازیگرانی همچون هما مالینی، کولبوشان کارباندا، ریشی کاپور، پونام دیلون، ای. کی. هانگال ایفای نقش کرده‌اند.